# Inspektor Południowej Grupy Szwadronów KOP
Inspektor Południowej Grupy Szwadronów KOP – stanowisko służbowe w dowództwie Korpusu Ochrony Pogranicza.
Inspektor Południowej Grupy Szwadronów KOP został powołany rozkazem L.dz. 3349/Tj./Og.Org. z 9 grudnia 1929 w celu zunifikowania systemu organizacyjno-szkoleniowego oddziałów kawalerii Korpusu Ochrony Pogranicza i wojska, a tym samym przygotowania ich do realizacji zadań przewidzianych na wypadek „R” – wojny z ZSRR. 23 grudnia 1929 major Andrzej Kuczek został przeniesiony z 9 pułku ułanów małopolskich do KOP na stanowisko Inspektora Południowej Grupy Szwadronów.
Inspektorowi podporządkowano, wyłącznie pod względem wyszkolenia, osiem z dwudziestu istniejących szwadronów kawalerii, a mianowicie:
- szwadron kawalerii KOP „Dederkały”,
- szwadron kawalerii KOP „Niewirków”,
- szwadron kawalerii KOP „Żurno”,
- szwadron kawalerii KOP „Mizocz”,
- szwadron kawalerii KOP „Hnilice Wielkie”,
- szwadron kawalerii KOP „Czortków”,
- szwadron kawalerii KOP „Zaleszczyki”,
- szwadron kawalerii KOP „Rokitno”[2].

28 stycznia 1931 major Andrzej Kuczek powrócił do macierzystego pułku na stanowisko zastępcy dowódcy, a na jego miejsce został przeniesiony podpułkownik Leonard Michalski z Centrum Wyszkolenia Kawalerii. 3 sierpnia 1931 podpułkownik Michalski otrzymał przeniesienie do 3 pułku strzelców konnych w Wołkowysku na stanowisko dowódcy pułku.
W 1932 powołano Inspektora Środkowej Grupy Szwadronów KOP i dokonano zmian w dotychczasowym podziale szwadronów pomiędzy inspektorami grup szwadronów KOP (północnej i południowej). Od tego Inspektorowi Południowej Grupy Szwadronów KOP podlegały, pod względem wyszkolenia:
- szwadron kawalerii KOP „Dederkały”,
- szkolny szwadron kawalerii KOP „Niewirków”,
- szwadron kawalerii KOP „Mizocz”,
- szwadron kawalerii KOP „Hnilice Wielkie”,
- szwadron kawalerii KOP „Czortków”,
- szwadron kawalerii KOP „Zaleszczyki”[5].

W kwietniu 1937 stanowisko inspektora objął podpułkownik Zygmunt Marszewski. W tym samym dotychczasowy Szkolny Szwadron Kawalerii KOP „Niewirków” został przeformowany w dywizjon kawalerii KOP „Niewirków”.
Skład osobowy Inspektora Południowej Grupy Szwadronów KOP był jednostką funkcjonującą wyłącznie w czasie pokoju. Podczas mobilizacji był likwidowany.
23 marca 1939 szwadron kawalerii KOP „Mizocz” został zmobilizowany, a trzy dni później przetransportowany w rejon Wielunia i włączony w skład ćwiczebnego pułku kawalerii KOP.
18 lipca 1939 podpułkownik Zygmunt Marszewski objął dowództwo 4 pułku strzelców konnych Ziemi Łęczyckiej w Płocku. Na stanowisku inspektora zastąpił go podpułkownik Władysław Bereza, dotychczasowy zastępca dowódcy 2 pułku strzelców konnych w Hrubieszowie. Został zamordowany w Charkowie w ramach zbrodni katyńskiej.
Szwadrony kawalerii „Zaleszczyki”, „Hnilice Wielkie” i „Czortków” były jednostkami mobilizującymi szwadrony kawalerii dywizyjnej, odpowiednio:
- nr 11 dla 12 Dywizji Piechoty,
- nr 12 dla 12 Dywizji Piechoty,
- nr 47 dla 36 Dywizji Piechoty (wszystkie zmobilizowane 27 sierpnia 1939 w alarmie)[9]).

Na granicy z ZSRR pozostał dywizjon „Niewirków” i szwadron „Dederkały”.